# Papa Celestino II
Papa Celestino II, nascido Guido Guelfucci, ou Guido de Castello (c. 1080 — 8 de março de 1144), foi o 165º Papa da Igreja Católica. Foi eleito em 26 de setembro e de 1143 e consagrado a 3 de outubro do mesmo ano. Pontificou até o dia de seu falecimento.

## Biografia
Guido di Castello, um possível filho do nobre Niccolo di Castello, nasceu em Città di Castello, na região da Umbria, província de Perugia.
Guido havia estudado com Pedro Abelardo, e se tornou um mestre distinto nas escolas. Eventualmente Guido começou sua carreira em Roma como um subdiácono e um apostolicus scriptor para o Papa Calixto II. Ele foi criado Cardeal-diácono de Santa Maria em Via Lata pelo Papa Honório II em 1127; como tal, ele assinou as bulas papais emitidas entre 03 de abril de 1130 e 21 de Dezembro 1133.
Era conhecido pelo apelido carinhoso de "trabalhador de Deus" e sempre que empreendia uma viagem pastoral pela província romana, os populares diziam "lá vai a águia sobrevoar seu o planalto em volta de seu ninho".
Parece até ter tido óptimas relações com São Bernardo de Claraval e suas ideias, pois é sabido com ajuda dele resolveu diversos desacordos internos da Igreja, mas isso não invalidou de ter sido severamente repreendido por ele, pelo abade cirterciense, de ter sido durante algum tempo discípulo e provável seguidor do teólogo Abelardo.
Editou uma coleção de ordenações que mais tarde seriam úteis para classificar os pontífices que foram seus antecessores e os seus póstumos.
Um conhecido biógrafo desta época, Ramon de Cremona, dizia que, se não fosse pontífice, Celestino II deveria ter sido um excelente catalogador de biblioteca das universidades que estavam tão na moda na época.